# Biomoc
Biomoc (francouzsky biopouvoir) je jedna z forem moci. Jedná se o moc nad průběhem celého života. Pojem „biomoc“ byl poprvé použit filozofem Michelem Foucaultem. Jde o dozor a moc institucí, korporací a autorit nad lidmi v oblasti medicíny, farmacie a podobně. Projevuje se například při styku se zdravotnickým personálem jako s autoritou.
Podle Foucaulta se biomoc začíná projevovat od 17. století a nabývá dvou forem. První se soustředila na soustavné cvičení těla. Na to pohlíží jako na stroj, který se musí neustále zlepšovat a klade důraz na jeho užitečnost a poslušnost. Tělo je tedy bráno jako objekt a jedinec, jako osoba, která musí být disciplinována. Toho bylo dosaženo pomocí procedur moci, které charakterizují další disciplíny. Foucault se konkrétně zmiňuje o tzv. anatomo-politice lidského těla. Druhá forma se pak začala objevovat o něco později, přibližně v polovině 18. století. Tělo vnímá jako systém biologických procesů (úmrtnost, plodnost). Tyto procesy pak mají vliv na fungování a produktivitu celé společnosti. Jedince se snaží zavést do jednotlivých vztahů – sociálních, politických a ekonomických. Nástroj, pomocí kterého toho bylo dosaženo, je regulace – regulativní kontrola a série intervencí. Foucalt tuto formu nazývá jako bio-politika populace. Tyto formy pak zajišťují rozvinutí moci nad životem. Moderní společnost je pak Foucaultem vnímána jako společnost normalizace. Je v ní vše protokolováno a nad vším je neustálý dohled.

## Vznik pojmu
Poprvé byl pojem biomoc použit Michelem Foucaultem v jeho díle Vůle k vědění (1976), což je první díl jeho knihy Dějiny sexuality. Dále byl uvedený pojem použit v kurzu lekcí Zrození biopolitiky na Collège de France 1978-1979.

## Princip biomoci z hlediska Foucaulta
Foucalt zkoumal genealogii forem moci a došel k závěru, že od konce 18. století a začátku 20. století se kardinálně mění způsoby vládnutí nad společnostmi v Evropě. Podle Foucaulta představovala moc před uvedeným obdobím vztah mezi vládcem a jeho lidem, který byl založen na principu vybíraní určitých zdrojů. Hlavním projevem daného principu je právo vládce nechat zabít člověka. S nástupem moderní doby taková „negativní“ moc ustupuje a dává se přednost novým technologiím vlády, které jsou zaměřené na řízení života jako takového. Daný systém vládnutí a princip moci Foucault popisuje jako biomoc. Objekty biomoci jsou národ a život, což bylo do moderní doby jinak (vláda nebyla zaměřena na národ a jeho život). Vznik podobné nové moci Foucault vysvětluje vývojem kapitalismu a formováním nových národních států. S tím spojená nutnost rozvoje a racionálního přerozdělení zdrojů dala vzniknout nové „pozitivní“ vládě, nové moci, která už nebyla založena na obavě národa ze smrti, ale na ochraně života. Foucault rozděluje biomoc na dvě složky: anatomo-politiku a biopolitiku. Anatomo-politika je zaměřena na kontrolu života lidského těla a zvýšení jeho výkonu pomocí disciplinární technologie, zatímco biopolitika reguluje život národa vcelku, její délku, kvalitu, porodnost atd. Základem jsou určité techniky moci, jakož jsou demografie, vzdělání, zdravotnictví apod. Život se stává politickým objektem, což vede k tomu, že vznikají radikální formy biomoci jako je eugenika, rasová politika, masová genocida, které jsou založeny na rasovém nebo národnostním principu.

## Biomedicína
Jedním z projevů biomoci je biomedicína. Foucalt biomedicínu považuje za formu biomoci, která působí ochranitelsky, nazývá ji také mocí ‚‚pastýřskou‘‘. (Kočicová 2016) Ale ve Foucaltově pojetí můžeme také dále hovořit o ‚‚moci nad životem.‘‘ V současnosti je však tento pojem užíván obecně pro západní formy medicíny, kde předpona bio značí takový přístup k medicíně, kdy se vychází primárně z exaktních věd. Biomedicína je založená na věcnosti, raciu a analýze problémů. Označení biomedicína dále spadá pod dělení dvou protikladných přístupů k léčení. Preventivní a kurantivní, neboli biomedicnínská léčba, kdy již léčíme pacienta s konkrétním problémem. (Kočicová 2016)

### Příklady biomoci v prostředí českého porodnictví
S konkrétními případy projevů biomoci se můžeme setkat v prostředí porodnictví, kdy se často jedná o to, kdo má moc nad situací, zda matka, nebo zdravotnický personál. V některých případech se může u zdravotnického personálu v případě rodičky, která si přeje rodit jen za pomoci porodní asistentky, projevovat biomoc jen formou dohledu. „Paní doktorka seděla na zemi přede mnou a jen přihlížela. Obě jsme vtipkovaly. Ke konci mi porodní asistentka poradila, jak mám tlačit,“ zní výpověď jedné ženy. (Aperio a kol. in Kočicová 2016)
Často se ovšem můžeme setkat i projevem biomoci prostřednictvím dominantního přístupu porodníků, kteří si ponechávají hlavní rozhodovací pravomoc a matku nechávají rozhodovat jen omezeně, což vyplývá z následujícího svědectví. „Nový lékař, jediný za celou dobu pobytu, který se nám bez vyzvání představil, prohlásil, že už je víc než 48 hodin od doby, co mi odtekla plodová voda, a ačkoli nic nenaznačovalo postup infekce, tvrdil, že pro dítě to není dobré. A že prý mi aplikuje oxytocinovou infuzi. Nechtěla jsem, ale jeho postoj byl rezolutní.“ (Aperio a kol. in Kočicová 2016)
Další formou biomoci u zdravotnického personálu může být tzv. disciplinace, která se může projevovat stanovováním přesného časového harmonogramu. Je typický pro instituce, kde je vyžadováno dodržování řádu od všech bez výjimky a bez ohledu na individuální potřeby a pocity. „V pět ráno mi sestra přinesla antibiotika, pak teploměr, v šest hodin přivezli miminko. Myslela jsem, že ještě budeme spát, ale to byl můj největší omyl. Za chvíli totiž přišla sběračka prádla, po ní uklízečka, brzy poté následovala vizita ženského lékaře. Po vizitě gynekologa jsem si opět nemohla lehnout, protože měla přijít dětská doktorka. Za chvíli bylo třeba dojít na snídani a pak přišla dětská sestra kvůli koupání,“ popisuje žena svou zkušenost. (Aperio a kol. in Kočicová 2016)